# قنات (لبنان)
قنات  هي قرية لبنانية من قرى قضاء بشري في محافظة الشمال.

## اصل الاسم
هنالك أكثر من معنى وأكثر من مرجع حول اسم البلدة:
- يعني اسم قنات الاقتناء اوالملك.
- قنات لفظة سريانية معناها التقدمة أو الفدية.
- اما ما جاء في كتاب للاب بطرس ضو، ان اسم "أناة" (كما نلفظه اليوم باللهجة اللبنانية) هو نفسه اسم الآلهة البطلة "اناة" الفينيقية ابنة الاله الأكبر "ايل" التي ورد ذكرها مرات عديدة في الواح رأس شمرا "اوغاريت" في ملاحم واناشيد الملك "كارت" ونشيد اقهات بن دانيال "صفات الآلهة" عناة"العذراء المحاربة ربة الحكمة[2]

## موقعها
تقع قنات في قضاء بشري، محافظة الشمال.
تبعد عن بيروت 107 كلم وعن المحافظة 33 كلم وعن مركز القضاء 17 كلم. متوسط ارتفاعها عن البحر حوالي 1200 مساحتها أكثر من 6 كلم2
تصل إليها عن طريق:
- طرابلس، ضهر العين، كوسبا، قنات.
- شكا، اميون، كوسبا، قنات.
- تنورين، حدث الجبة، قنات.
- جبيل، دوما، حردين، قنات.

## ماضيها
في عهد المتصرفية (1864-1918), كانت مركز مديرية عرفت باسمها «مديرية قنات» وتضم 22 قرية ومحلة وهي: ديربلا، عين عكرين، المغر، عبدين، بلا، المجدل، نيحا، رشدبين، طورزا، برحليون، بيت منذر، الزكزوك، قطبور، مزرعة ابي صعب، مزرعة عساف، متريت، بحبوش، بنهران، زغرتا المتاولة، قنيور، الحسين، المدقور. وكانت هذه المديرية تابعة لقضاء البترون الذي كان يضم في ذلك الوقت 9 مديريات، وفي سنة 1925 أصبحت تابعة لقائمقامية الكورة ثم سنة 1932 جرت انتخابات وتبعت قنات لقضاء بشري.